# レネ・パイネン
レネ・パイネン（René Pijnen、1946年9月3日 - ）は、オランダ・北ブラバント州ウーンスドレヒト出身の元自転車競技選手。6日間レースで歴代第3位となる通算72勝をマークした。なお、本名はマリヌス・アウフスティヌス・ヨセフス・パイネン（Marinus Augustinus Josephus Pijnen）という。

## 経歴
1968年メキシコシティーオリンピックの100km団体ロードタイムトライアルにおいて、ヨープ・ズートメルクらと共にオランダチームの金メダルに貢献。
翌1969年にプロに転向。とりわけ6日間レースではベルギーのパトリック・セルキュ（通算88勝。第1位）やオーストラリアのダニー・クラーク（通算74勝。第2位）とともに通算勝利数争いで鎬を削った。ロッテルダム6日間レースにおける通算10勝は同レース最多優勝記録。主なパートナーは同胞のレオ・デュインダム、イタリアのフランチェスコ・モゼール（各9勝）、パトリック・セルキュ（8勝）、ゲルト・フランク（6勝）らが挙げられるが、トラックレースに日ごろから不慣れな著名ロードレース選手がとりわけパイネンと組むことを好んでいた傾向があり、ヘリー・クネットマン、ヤン・ラース、ジュゼッペ・サローニ、ロジェ・デフラミンクといった選手たちもパイネンとコンビを組んで優勝を経験している。また、1970年と1979年には通算8勝をマーク。また1983年には7勝、1984年には6勝を挙げている。
ちなみに1970年、1971年にはブエルタ・ア・エスパーニャでも区間優勝（同レースでは通算4回の区間優勝経験がある）を果たし、また71年のブエルタでは総合首位を10日間も堅持した実績があるが、1974年から在籍することになったTIラレーチームの監督で、6日間レースでは長年に亘って第一人者として君臨したペーター・ポストが、パイネンはロードレースでは時折退屈そうに走っているように見えたという点を見逃さず、そのことがあって6日間レースにほぼ専念するように進言したという。1987年に現役を引退。引退後は生誕地の北ブラバント州でホテルを経営していたという。